# Арнульф Баварський
Арнульф Баварський (нім. Arnulf von Bayern), повне ім'я Франц Йозеф Арнульф Адальберт Марія Баварський (нар. 6 липня 1852 — пом. 12 листопада 1907) — баварський принц з династії Віттельсбахів, син принца-регента Баварії Луїтпольда та австрійської принцеси Августи, генерал.

## Біографія
Арнульф народився 6 липня 1852 року у Мюнхені. Він був третім сином, та четвертою, наймолодшою, дитиною в родині принца баварського Луїтпольда та його дружини Августи. Мав старших братів Людвіга та Леопольда, а також сестру Терезу.
Як і Леопольд, став воякою баварської армії. У липні 1881 очолив королівський баварський піхотний полк лейб-гвардії.
У віці 29 років узяв шлюб із принцесою Ліхтенштейну Терезою. Весілля відбулося 12 квітня 1882 у Відні. За два роки у подружжя народився їхній єдиний син.
Помер у Венеції у віці 55 років. Похований в Театинеркірхе у Мюнхені.

## Родина
Дружина — Тереза Ліхтенштейнська
Діти:
- Генріх (1884—1916) — загинув у Румунії під час Першої світової війни, де воював у складі Альпійського корпусу; одружений не був, мав позашлюбного сина.

## Нагороди

### Баварське королівство
- Орден Святого Губерта
- Орден «За військові заслуги» (Баварія), великий хрест
- Ювілейна медаль
- Бронзова пам'ятна медаль 1870/71
- Бронзова китайська пам'ятна медаль
- Хрест «За вислугу років» (Баварія) 1-го класу

### Прусське королівство
- Залізний хрест 2-го класу
- Орден Чорного орла (8 листопада 1874)
- Орден Червоного орла, великий хрест (8 листопада 1874)
- Королівський орден дому Гогенцоллернів, великий командорський хрест (11 червня 1879)
- Князівський орден дому Гогенцоллернів, почесний хрест 1-го класу

### Велике герцогство Гессенське
- Хрест «За військові заслуги» (Гессен) (17 червня 1873)
- Орден Людвіга (Гессен-Дармштадт), великий хрест (26 липня 1874)

### Австро-Угорщина
- Орден Золотого руна (1873)
- Королівський угорський орден Святого Стефана, великий хрест (1893)

### Королівство Італія
- Вищий орден Святого Благовіщення (28 квітня 1883)
- Орден Святих Маврикія та Лазаря, великий хрест (28 квітня 1883)
- Орден Корони Італії, великий хрест (28 квітня 1883)

### Велике герцогство Баденське
- Орден Вірності (Баден) (1885)
- Орден Бертольда I (1885)

### Мекленбург
- Орден Вендської корони, великий хрест з короною в руді
- Хрест «За військові заслуги» (Мекленбург-Шверін) 2-го класу

### Російська імперія
- Орден Андрія Первозванного
- Орден Святого Георгія 4-го ступеня

### Інші країни
- Орден Вюртемберзької корони, великий хрест (1885)
- Орден Білого Сокола, великий хрест (Велике герцогство Саксен-Веймар-Айзенаське; 1888)
- Орден Леопольда I, велика стрічка (1900) — весільний подарунок.
- Орден дому Саксен-Ернестіне, великий хрест
- Орден Золотого Лева Нассау
- Орден князя Данила I, великий хрест (Князівство Чорногорія)
- Орден Святого Йосипа, великий хрест (Велике герцогство Тосканське)